# Sybille Wiedenmann
Sybille Wiedenmann (* 28. Mai 1966 in Weilheim in Oberbayern) ist eine ehemalige deutsche Basketballspielerin.

## Laufbahn
Wiedenmann nahm 1982 an der Europameisterschaft im Altersbereich U16 und 1983 in der U18 teil. Bei der Junioren-EM 1983 in Italien war sie mit 9,4 Punkten pro Spiel zweitbeste Korbschützin der bundesdeutschen Auswahl. Sie bestritt zwischen Juli 1985 und Juli 1991 75 A-Länderspiele, ihre Bestleistung waren 16 Punkte, welche sie in einem EM-Ausscheidungsspiel gegen Israel im September 1987 erzielte. Auf Vereinsebene spielte Wiedenmann für den TSV 1847 Weilheim, sie gehörte bis 1993 zum Bundesliga-Aufgebot. Beruflich wurde sie im Bereich Fremdenverkehr tätig.
2018 wurde sie Europameisterin im Altersbereich Ü50, 2013 gewann sie bei der Senioren-Weltmeisterschaft in der Wettkampfklasse Ü45 und 2019 in der Ü50 die Goldmedaille. Auf Bundesebene gewann Wiedenmann unter anderem 2018 mit der SG München die deutsche Ü50-Meisterschaft.